# Kyrill von Bulgarien
Prinz Kyrill Heinrich Franz Ludwig Anton Karl Philipp von Bulgarien (* 17. November 1895 in Sofia; † 1. Februar 1945 ebenda, hingerichtet) war von 1943 bis 1944  Prinzregent von Bulgarien aus dem Hause Sachsen-Coburg und Gotha sowie Herzog von Sachsen.

## Leben
Kyrill war der zweite Sohn des Zaren Ferdinand I. von Bulgarien und dessen erster Gemahlin Marie Louise von Bourbon-Parma. Gemeinsam mit seinem Bruder Boris III. wurde er zunächst am  Klassischen Gymnasium von Sofia und nach der Gründung der Palastschule, die ebenfalls am Gymnasium angesiedelt war, durch Hauslehrer unterrichtet. Anschließend absolvierten sie eine Offiziersausbildung an der nationalen Militärschule Sofia.
Bereits 1916 bis 1918, während des Ersten Weltkriegs und der Besetzung Albaniens durch die Mittelmächte, wurde Kyrill als Kandidat für den albanischen Thron vorgeschlagen. Gleichzeitig galt er auch als Kandidat für den Thron des Regentschaftskönigreiches Polen bzw. des besiegten Rumänien. Im Juni 1917 wurde ihm der Rang eines Admirals der kaiserlich-deutschen Flotte verliehen.
Nach dem Tod seines älteren Bruders, des Zaren Boris III., wurde er für dessen erst sechsjährigen Sohn Simeon 1943 an die Spitze eines Regentschaftsrates gestellt, der vor allem versuchte, Bulgarien aus dem Krieg herauszuführen. Am 16. August 1944 erklärte sich Bulgarien neutral, und am 5. September 1944 erklärte die Sowjetunion dem Land den Krieg.
Nach der Besetzung Bulgariens durch die Rote Armee und einem von Kommunisten unterstützten Putsch durch Oberst Kimon Georgiew wurden Kyrill und sein Regentschaftsrat 1944 abgesetzt. Kyrill sowie weitere Minister wurden zum Tode verurteilt. Das Urteil gegen den ehemaligen Prinzregenten wurde am 1. Februar 1945 in Sofia vollstreckt.